# 传输时延
传输时延（英語：transmission delay）又名存放及转送延迟（英語：store-and-forward delay），是将数据包中所有比特推向链路所需要的时间。

## 计算
传输时延通过以下公式计算求得
{\displaystyle D_{T}=N/R}秒
其中N 为比特数量，R 为传输速度(比特每秒)